# Once Upon a Time in Mexico
Once Upon a Time in Mexico is een Amerikaanse neowestern- actiefilm uit 2003 onder regie van Robert Rodriguez. De film is het laatste deel uit de El Mariachi-trilogie. Voorgangers waren de films El Mariachi en Desperado. Van de drie films had deze veruit het hoogste budget (29 miljoen dollar) en het resultaat is dan ook duidelijk beter. De belangrijkste rollen worden gespeeld door Antonio Banderas en Johnny Depp.
Wel kreeg de film kritiek omdat de hoofdpersoon (in tegenstelling tot de eerdere delen) niet meer centraal staat in het verhaal. Rodriguez gaf later aan dat dit ook de bedoeling was. Hij maakte hierbij de vergelijking met het laatste deel van de Dollarstrilogie.
De film werd opgenomen op verschillende locaties in Mexico. In de deelstaten Guanajuato en Querétaro en in de steden Guanajuato en San Miguel de Allende.

## Verhaal
CIA-agent Sands wil een gunst van El Mariachi: Hij hoorde over een plan van Barillo en wil daar meer te weten over krijgen en er zelf mee vandoor gaan. Barillo is van plan een staatsgreep op Mexico te plegen en gebruikt een generaal genaamd Marquez daarvoor. El Mariachi besluit Barillo te helpen, omdat hij wraak wil op Marquez. Hij vermoordde namelijk zijn vrouw en dochter. Sands wordt uiteindelijk verraden door z'n eigen geliefde en hem wordt zijn ogen ontnomen. Dankzij zijn uitzonderlijke doorzettingsvermogen en talent en vaardigheid met vuurwapens weet Sands toch wraak te nemen op het Barillo-kartel, en zelfs op de vrouw die hem verraden heeft met behulp van zijn eerder getoonde 'valse-arm' truc.

## Rolverdeling
| Acteur           | Personage   |
| ---------------- | ----------- |
| Antonio Banderas | El Mariachi |
| Salma Hayek      | Carolina    |
| Johnny Depp      | Sands       |
| Mickey Rourke    | Billy       |
| Eva Mendes       | Ajedrez     |
| Danny Trejo      | Cucuy       |
| Enrique Iglesias | Lorenzo     |
| Marco Leonardi   | Fideo       |
| Willem Dafoe     | Barillo     |